# Кедрово (Хабаровский край)
Ке́дрово — село в Вяземском районе Хабаровского края. Образует сельское поселение «Село Кедрово».
Село Кедрово находится на российско-китайской границе, въезд в пограничную зону по пропускам.
Село основано в 1859 году как казачий посёлок Кедровский.

## География
Село Кедрово стоит на правом берегу реки Уссури.
Дорога к селу Кедрово идёт на юго-запад от трассы «Уссури» в селе Котиково, далее через станционный пос. Котиково.
Расстояние от села Кедрово до трассы «Уссури» около 18 км, расстояние до районного центра города Вяземский (на север по трассе от села Котиково) около 41 км.
От Кедрово на юг (вверх по течению Уссури) идёт дорога к селу Шереметьево.

## Население
| 1926 | 2002 | 2010 | 2011 | 2012 | 2013 | 2014 |
| ---- | ---- | ---- | ---- | ---- | ---- | ---- |
| 439  | ↘207 | ↘111 | →111 | ↘104 | ↗108 | ↘103 |
| 2015 | 2016 | 2017 | 2018 | 2019 | 2020 | 2021 |
| ↗104 | ↘96  | ↗97  | ↗101 | ↗105 | ↘103 | ↘73  |